# 온라인 탑골공원
온라인 탑골공원은 2019년에 유행한 대한민국의 신조어이다. 온라인 동영상 플랫폼을 통해 젊은층 위주로 추억의 볼거리를 즐길 수 있는 음악 프로그램이며, 채널 관리자는 이 안에서 공원 관리자이라는 별명으로 불려왔다.

## 주요 프로그램
- 스브스뉴트로 (탑골공원 가장 먼저 시작, 원조 온라인 탑골공원)
- 어게인 가요톱10 (유튜브 채널 혹은 KBS 1TV)
- MBC 추억의 가요순위 (MBC 플러스 계열 방송)

## 같이 보기
- 실시간 스트리밍 프로토콜
- 콘텐츠
- 음악 프로그램
- 유행
- X세대
- N세대

## 참고 자료
- '온라인 탑골공원'으로 본 지상파 3사 음악프로 MC 변천사